# 鮫島有美子
鮫島 有美子（さめじま ゆみこ、1952年1月8日 - ）は、日本の声楽家、ソプラノ歌手。オーストリア・ウィーン在住。

## 経歴
東京都出身。千葉県市川市で育つ。1974年、東京芸術大学声楽科、同大学院修士課程修了。1975年、二期会オペラ『オテロ』でデビュー。
その後ベルリン国立芸術大学留学。ウルム歌劇場専属歌手に採用される。
1990年12月31日、第41回NHK紅白歌合戦に紅組メンバーのひとりとして登場した。それ以前、1987年の第38回NHK紅白歌合戦でも有力候補とされたが、年末までドイツに滞在していたため不選出となった。
2009年11月12日、国立劇場で挙行された「天皇陛下御在位20年記念式典」にて祝いの歌（日本歌曲、フォークなど数曲）を歌った。
2019年2月24日、国立劇場で挙行された「天皇陛下御在位三十年記念式典」の記念演奏に於いて、当時の皇后（上皇后美智子）作曲の子守歌「おもひ子」を吉野直子（ハープ）の伴奏で独唱した。

## ディスコグラフィー
| 発売日                 | タイトル                                                                          | 規格品番      |
| ---------------------- | --------------------------------------------------------------------------------- | ------------- |
| 1991年05月21日         | モーツァルト・アリアをうたう                                                      | COCO-7408     |
| 1991年08月21日         | モーツァルト歌曲を歌う                                                            | COCO-7714     |
| 1991年11月21日         | わたしが心を捧げる人 〜ウィンナ・オペレッタをうたう〜                             | COCO-9157     |
| 1992年05月21日         | リリー・マルレーン 〜映画音楽をうたう                                             | COCO-9783     |
| 1992年10月01日         | オペレッタ「メリー・ウィドウ」全3幕                                               | COCO-75107-8  |
| 1992年10月01日         | 永遠の愛 シューベルト・ブラームス名歌曲集                                         | COCO-75105    |
| 1992年10月01日         | 女の愛と生涯                                                                      | COCO-75106    |
| 1992年11月01日         | きよしこの夜〜鮫島有美子クリスマスを歌う                                          | COCO-75121    |
| 1993年05月21日         | 子供の不思議な角笛 〜マーラー歌曲集                                               | COCO-75351    |
| 1993年06月01日         | 日本のうたベスト                                                                  | COCO-75570    |
| 1994年02月21日         | 早春賦 母と子の四季をうたう                                                       | COCO-75945    |
| 1995年04月01日         | 日本歌曲選集 1                                                                    | COCO-78411    |
| 1994年05月21日         | ドレミの歌〜子供のために                                                          | COCO-78017    |
| 1995年05月21日         | 鮫島有美子 日本のメロディーをうたう                                               | COBO-4024     |
| 1994年12月01日         | オペラ 夕鶴                                                                       | COCO-78236-7  |
| 1995年08月19日         | 赤い靴 〜野口雨情 頌〜                                                            | COCO-78585    |
| 1996年05月21日         | ツイン・ベスト 日本のうた                                                         | COCO-80131-2  |
| 1996年07月20日         | 愛の夢 〜リスト歌曲集                                                             | COCO-80235    |
| 1996年011月1日         | 旅愁 アメリカをうたう                                                             | COCO-80372    |
| 1997年03月20日         | 春・櫻                                                                            | COCO-80477    |
| 1997年7月01日          | 行かないで〜シャンソンを歌う                                                      | COCO-80591    |
| 1997年09月20日         | 日本歌曲選集 2                                                                    | COCO-80664    |
| 1997年11月01日         | ホワイト・クリスマス                                                              | COCO-80696    |
| 1998年09月19日         | 献呈 〜シューマン歌曲集                                                           | COCQ-83001    |
| 1999年01月21日         | 日本歌曲選集 3                                                                    | COCQ-83086    |
| 1999年05月21日         | アメリカン・ラヴ・ソング・フロム・マイ・ハート 〜ポピュラー・スタンダードをうたう | COCQ-83114    |
| 1999年06月19日         | ツイン・ベスト 日本のうたII                                                       | COCQ-83179-80 |
| 1999年11月03日         | 日本の四季                                                                        | COCO-70207    |
| 2000年05月20日         | サウンド・オブ・ミュージック〜ミュージカルをうたう−1                              | COCQ-83392    |
| 2000年09月30日         | スーパーベスト 世界の歌                                                           | COCQ-83453    |
| 2000年10月21日         | メモリー 〜ミュージカルをうたう−2                                                 | COCQ-83435    |
| 2001年01月20日         | 翡翠 〜市川都志春の歌曲を歌う                                                     | COCQ-83495    |
| 2001年01月20日         | 日本歌曲選集 4                                                                    | COCQ-83493    |
| 2001年01月20日         | 「北海道はオーケストラ」〜幸せの鐘（浜口庫之助作品集）                            | COCQ-83494    |
| 2001年03月17日         | 歌の風景                                                                          | COCQ-83514    |
| 2001年07月20日         | マイ・ウェイ-青春のポップス                                                       | COCQ-83544    |
| 2001年07月20日         | ねむの木の子守歌                                                                  | COCQ-83545    |
| 2001年12月21日         | 愛と心のうた 〜鮫島有美子ライヴ                                                   | COCQ-83573-4  |
| 2002年05月18日         | ふるさとの〜日本歌曲選集-5                                                        | COCQ-83592    |
| 2002年06月21日         | クレスト1000シリーズ 日本のうた                                                   | COCO-70470    |
| 2002年12月21日         | 祈り〜アメイジング・グレイス                                                      | COCQ-83622    |
| 2003年04月23日         | 夜明けのうた〜私の青春のうた                                                      | COCQ-83634    |
| 2003年04月23日         | 秋桜〜私の青春のうた2                                                             | COCQ-83635    |
| 2003年04月23日         | 五木の子守唄〜日本のうた・第4集                                                   | COCQ-83638    |
| 2003年04月23日         | ゴンドラの唄〜日本抒情歌集                                                        | COCQ-83639    |
| 2003年04月23日         | 白い花の咲く頃〜日本抒情歌集・第2集                                               | COCQ-83640    |
| 2003年04月23日         | ゆりかごの歌〜童謡・唱歌集                                                        | COCQ-83641    |
| 2003年04月23日         | ともしび〜ロシア民謡をうたう                                                      | COCQ-83643    |
| 2004年10月20日         | アマリア〜岩谷時子の世界                                                          | COCQ-83802    |
| 2004年11月25日         | 鮫島有美子の四季                                                                  | COCQ-83852-5  |
| 2007年05月23日         | 千の風になって〜新しい日本の抒情歌                                                | COCQ-84267    |
| 2007年05月23日         | 日本のうた・全曲集                                                                | COCQ-84268    |
| 2007年10月10日         | 夜明けのうた                                                                      | COJO-9241     |
| 2007年10月10日         | 日本のうた                                                                        | COJO-9242     |
| 2007年12月19日         | クレスト1000シリーズ ローレライ〜ヨーロッパ愛唱歌集                               | COCO-7094     |
| 2007年12月19日         | クレスト1000シリーズ おぼろ月夜〜日本のうた第2集                                  | COCO-70943    |
| 2008年03月19日         | 私の青春のうた・ベスト 「夜明けのうた」から「千の風になって」まで                 | COCQ-84455    |
| 2008年12月17日         | 庭の千草 〜イギリス民謡集                                                         | COCO-71000    |
| 2009年01月21日         | 日本のうた                                                                        | COCQ-84556    |
| 2009年07月22日         | おぼろ月夜〜日本のうた第2集                                                       | COCQ-84654    |
| 2009年12月23日         | クレスト1000シリーズ からたちの花〜日本のうた・第3集                              | COCO-73058    |
| 2010年01月20日         | 鮫島有美子がうたう 日本のうた・世界のうた 100                                     | COZQ-419-24   |
| 2010年08月18日         | 日本のうたベスト                                                                  | COCO-73060    |
| 2010年08月18日         | 愛のよろこび                                                                      | COCO-73098    |
| 2010年12月22日         | 人生のおくりもの 〜川の流れのように                                               | COCQ-84839    |
| 2011年12月21日         | クレスト1000シリーズ ゆりかごの歌 〜童謡・唱歌集                                  | COCO-73268    |
| 2012年12月19日         | クレスト1000シリーズ ゴンドラの唄 〜日本抒情歌集                                  | COCO-73358    |
| 2015年11月11日         | ザ・ベスト 鮫島有美子が歌う日本のうた                                             | COCN-40089    |
| 2015年11月11日         | ザ・ベスト 鮫島有美子が歌う世界のうた                                             | COCN-40090    |
| 2017年01月18日         | 日本のうた ベスト                                                                 | COCQ-85320    |
| 2017年12月06日         | ベスト 鮫島有美子 日本のうた                                                      | COCN-50078    |
| 2017年12月06日         | ザ・ベスト 鮫島有美子 世界のうた                                                  | COCN-50079    |
| 2019年2月22日 配信限定 | 鮫島有美子ベスト −歌声の響−                                                       | COKM-42335    |
| 2019年11月27日         | ザ・ベスト 庭の千草 〜鮫島有美子が歌う世界のうた                                  | COCN-60090    |
| 2019年11月27日         | ザ・ベスト からたちの花 〜鮫島有美子が歌う日本のうた                              | COCN-60089    |
| 2022年03月23日         | ひばりさんへのオマージュ                                                          | COCQ-85573    |

その他各種配信 サブスクリプション、ダウンロード販売などがある。

### コンピレーション・アルバム
- さとうきび畑 日本コロムビア（2002年8月21日）
- LIGHTS OF LIFE ～明日のために（2012年2月22日） - 「千の風になって」収録[9]

### CD付書籍
- 『天皇陛下御作詞 皇后陛下御作曲 歌声の響』（監修：宮内庁、朝日新聞出版、2015年11月6日）ISBN 9784022512925

## 評価
- 西部邁（評論家）は次のように評価している。「頂戴したCDに鮫島有美子さんの『波浮の港』（野口雨情作詞）が入っていて、その三番目、『島で暮らすにゃ、乏しゅうてならぬ、伊豆の伊東とは郵便だより、下田港（みなと）とはヤレホンニサ風だより』をよくうたった。『乏しい』のは、貧しさそのものではなく、『便りがない』ことだというのが秀逸であるし、イ『ト（ウ）ト』ハあるいはミナ『トト』ハというふうにトが続くところに、大島と本島とのあいだの隔たりがうまく表現されていて絶妙と感じた。鮫島さんの美しいのみならず深いソプラノを聞いて、ダミ声で演歌をうたっていた自分が少し恥ずかしくなりもした。」[10]

## 出演

### テレビ番組
- ときめき夢サウンド（NHK総合）
- きよしとこの夜（NHK総合、2009年2月26日）ゲスト

### NHK紅白歌合戦出場歴
| 年度/放送回              | 回 | 曲目     | 出演順 | 対戦相手         |
| ------------------------ | -- | -------- | ------ | ---------------- |
| 1990年（平成2年）/第41回 | 初 | ぼだい樹 | 20/29  | ポール・サイモン |
注意点
- 出演順は「出演順/出場者数」で表す。

## 書籍
- 歌の翼に 音楽之友社 1989年
- プラタナスの木蔭で 時事通信社 2001年

### 訳書
- 伴奏の芸術 ヘルムート・ドイチュ著 ムジカノーヴァ 1998年